# Sans bureau fixe
Pour les articles homonymes, voir SBF.
L’expression sans bureau fixe (ou SBF, expression tirée d'une analogie à « sans domicile fixe » ou SDF) se réfère aux personnes ne disposant pas d'un emplacement de travail attitré sur un site de l'entreprise qui l'emploie.
Dans les grandes et moyennes entreprises et au sein de collectivités, cela se caractérise par le « free seating », « desk sharing », « flexoffice »  ou « bureau à la demande », où il y a moins de bureaux que d’employés. Ainsi, une partie des bureaux n’est pas attribuée mais partagée par plusieurs personnes selon les besoins. Cette pratique a débuté en France dans les années 1990, sous le nom de bureau à temps partagé, chez Andersen Consulting pour des salariés fréquemment en déplacement chez des clients. Au départ ce sont les employés les plus mobiles qui y ont recours. Le développement de ce mode d'organisation est lié à l'extension du télétravail.
L'évolution pour des raisons financières de l'open Space vers l'organisation en « flex office » ou « bureau à la demande », où plus aucun bureau n'est affecté individuellement, fait des salariés des « sans bureau fixe ».

## Évolutions
Les profils de travailleurs sans bureau fixe est vaste et peut concerner une grande variété de profession, artisans, médecins, ingénieurs, négociants, cadres, etc.
Les premiers SBF sont des cadres autonomes qui travaillent où ils se trouvent quand ils en ont besoin, ils sont mobiles. L’espace public devient un lieu de travail en plus de leurs bureaux. Cette mobilité peut en faire pour certaines catégories de cadres internationaux des globes trotteurs accomplis et de grands consommateurs de technologie. Par la suite cet état de fait a été étendu comme un choix de gestion financière par des employeurs aux travailleurs sédentaires qui n'en étaient pas demandeurs.
La tendance du « bureau à la demande » n'est pas encore aussi généralisée que celle de l'open space dans les grandes entreprises, mais semble se développer à sa suite. Le but est de faire des économies sur les bureaux qui ne sont occupés que 60 % du temps à cause des réunions, des congés, du télétravail. En 1995, Accenture a été le premier à le faire à l’échelle de toute l’entreprise sur toute la hiérarchie. On peut citer IBM, Siemens, Sanofi, la Société générale, Axa, Swiss Life, Crédit agricole, Engie, Alcatel-Lucent, Danone, Bouygues Telecom,,. « Il s'agit avant tout pour les entreprises de réduire les coûts immobiliers, puisque ceux-ci représentent le deuxième poste de dépenses pour une entreprise après les salaires, soit en moyenne 17 000 euros par an et par poste de travail ».
La réorganisation des espaces de travail en « bureau à la demande » s'est imposée lors de la pandémie de Covid-19, qui a entraîné le développement du télétravail. Les entreprises pourraient réduire leur besoin de bureaux en fonction de la présence effective dans les locaux de l'entreprise, ce qui renforcera la politique de « sans bureau fixe » pour les salariés. Cette double orientation, bureau à la demande et télétravail, peut induire un avantage environnemental, selon un rapport de l'Ademe de 2020.
Les entreprises justifient le système du "sans bureau fixe" auprès de leurs salariés par la volonté de renforcer l'esprit d'équipe, de faciliter la circulation de l’information et misent sur leurs capacités d'adaptation.

## Mise en œuvre
La mise en œuvre sur les sites de l'entreprise se traduit par exemple, pour les salariés, par :
- une armoire pour ses affaires personnelles ;
- l'absence d'un emplacement attitré ;
- le choix de sa place dans l’espace réservé à son équipe ;
- l'attribution du bureau suivant la règle « premier arrivé, premier servi » ;
- un temps d'installation de sa configuration informatique ;
- une possible absence de place disponible ;
- un temps pour faire place nette à son départ.

Comme dans les bureaux paysagés, les contacts téléphoniques nécessitent l'utilisation de casques audio et micros par les employés. Des salles de réunion et de conférences téléphoniques peuvent être réservées sur le site internet de l'entreprise.
Les conséquences de la mise en place de cette organisation peuvent entraîner la fragilisation du collectif de travail et un moindre attachement du salarié à l'entreprise qui l'emploie.
Certaines entreprises, pour atténuer les aspects négatifs de cette organisation, mettent l'accent sur la mise à disposition de services ajoutés (jeux, conciergerie, salle de sport) donnant un aspect jeune et dynamique des espaces de travail.

## Risques
Danièle Linhart, sociologue spécialisée sur l’évolution du travail, et auteur de La Comédie humaine du travail, met l'accent sur le choix des entreprises pour le changement permanent. Au-delà, de la coloration jeune et moderne, de l'esprit de liberté et de convivialité, « la volonté plus officieuse serait aussi de placer le salarié dans un « relatif sentiment d’inconfort » ». « Il s’agit de faire comprendre au salarié qu’il n’est pas titulaire de son poste, qu’il est locataire de son boulot, qu’il doit en permanence faire ses preuves ».
Les salariés estiment que leurs conditions de travail s'en trouvent impactées: « on est fatigués plus tôt dans la journée ». Les plus critiques sont les professions sédentaires et les plus âgées. Ils regrettent de déménager sans cesse, de ne pas pouvoir se poser, de devoir chuchoter pour communiquer dans ces espaces ouverts. Ils se trouvent déstabilisés et en perte de repères et ne peuvent plus personnaliser leur bureau.

## Voir Aussi